# Hypericum lancasteri
Hypericum lancasteri är en johannesörtsväxtart som beskrevs av N. Robson. Hypericum lancasteri ingår i släktet johannesörter, och familjen johannesörtsväxter. Inga underarter finns listade i Catalogue of Life.